# NGC 6077
NGC 6077 este o radiogalaxie situată în constelația Coroana Boreală. A fost descoperită în 24 iunie 1864 de către Albert Marth.